# 48e régiment d'infanterie territoriale
Pour les articles homonymes, voir 48e régiment.
Le 48e régiment d'infanterie territoriale (48e RIT) est un régiment d'infanterie de l'armée de terre française qui a participé à la Première Guerre mondiale.

## Création et différentes dénominations
- 19 mars 1875 : le régiment reçoit son numéro en prévision de la mobilisation[1].
- 2 août 1914 : formation du 48e régiment d'infanterie territoriale
- 4 mars 1918 : dissolution du régiment, formation du 1er bataillon de pionniers du 48e régiment d'infanterie territoriale
- 1er février 1919 : dissolution du bataillon de pionniers

## Chefs de corps

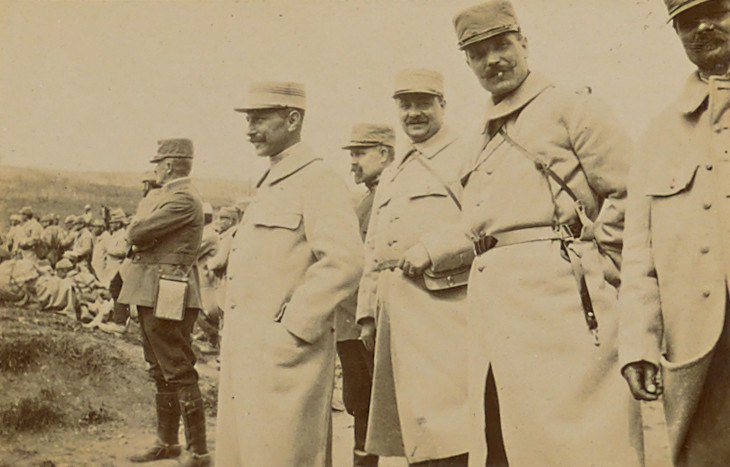
Le lieutenant-colonel Loréal et d'autres officiers du régiment lors d'un exercice près de Verdun, 1915.

- 2 août 1914 - 21 janvier 1917 : lieutenant-colonel Loréal[2]
- 22 janvier 1917 - 8 juillet 1917 : lieutenant-colonel Détroyat[2],[3]
- 8 juillet 1917 - 4 mars 1918 : lieutenant-colonel Flamen d'Assigny[3],[4]

#### 1914

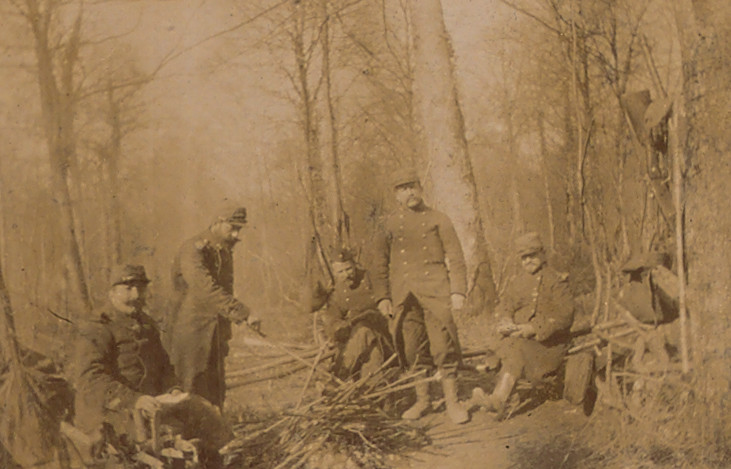
Territoriaux du au travail près de la ferme de Murauvaux (Bonzée), fin 1914.

#### 1915

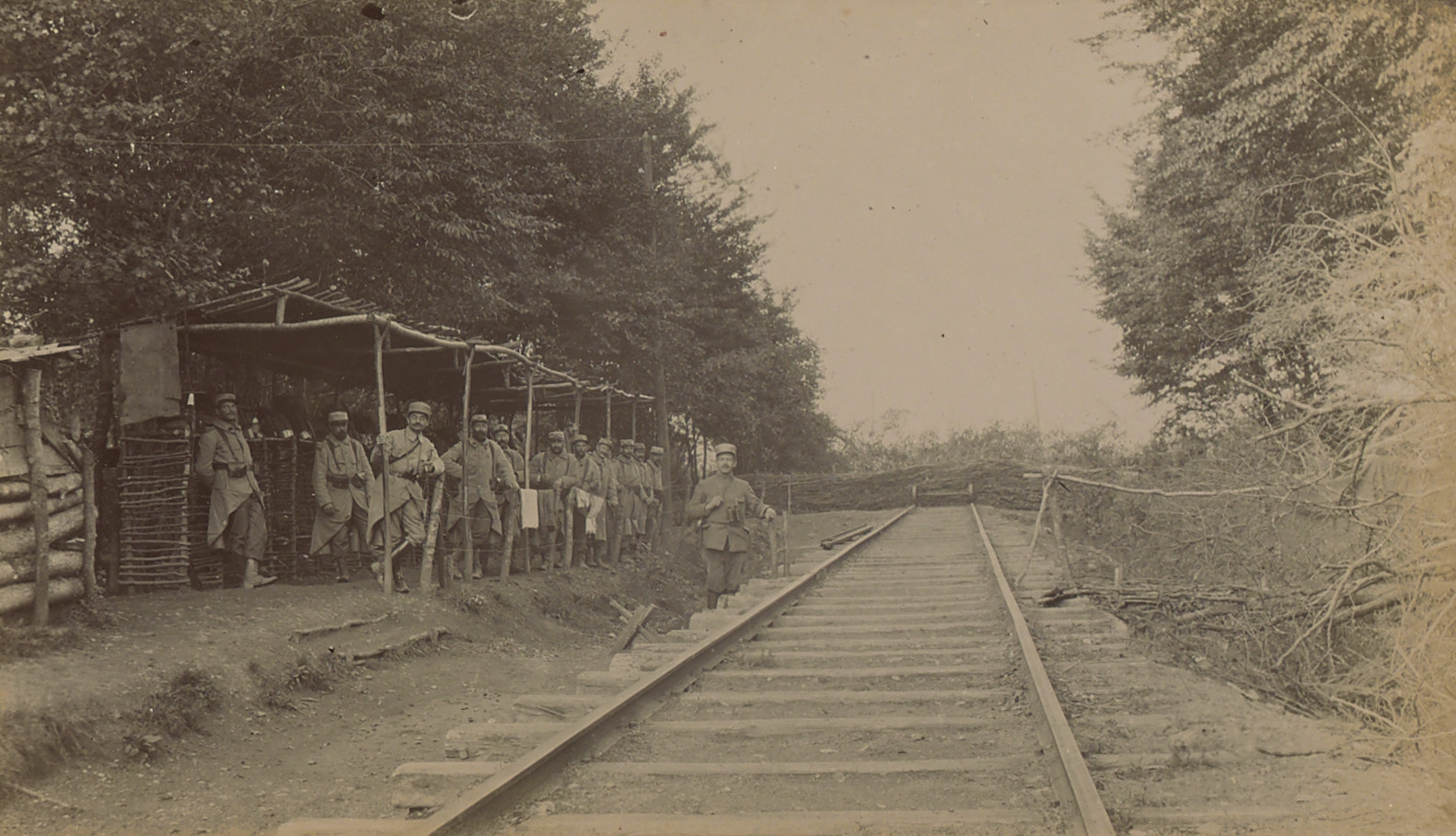
Poste du sur la voie ferrée de Nancy à Vic, près de Champenoux, 1915.

## Drapeau

Dessin du drapeau du territorial.

Il porte, cousues en lettres d'or dans ses plis, les inscriptions suivantes :
- Woëvre 1915